# Lepidium hirtum
Lepidium hirtum là một loài thực vật có hoa trong họ Cải. Loài này được (L.) Sm. mô tả khoa học đầu tiên năm 1818.